# Zodiac Milpro
Pour les articles homonymes, voir Zodiaque (homonymie).

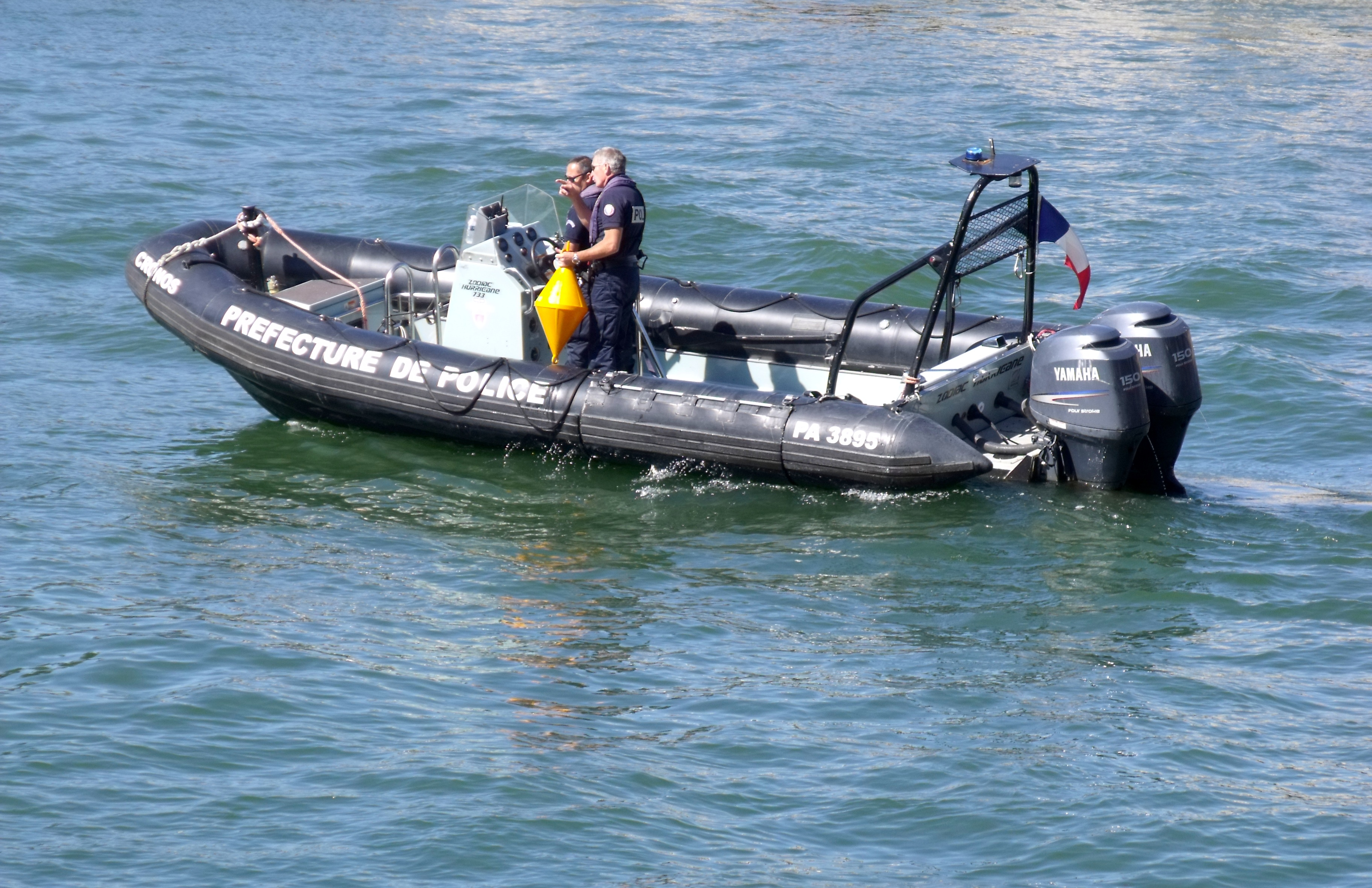
Un Zodiac de la police fluviale de Paris

Zodiac Milpro, anciennement Zodiac Military and Professional, est une entreprise française créée en 2011, spécialisée dans les embarcations semi-rigides et pneumatiques militaires pour les professionnels. 
Dans le monde, il ne reste plus que trois entreprises portant encore la marque Zodiac : Zodiac Pool Solutions, Zodiac Nautic et Zodiac Milpro. Le groupe Zodiac, devenu entre-temps Zodiac Aerospace, a été absorbée par le groupe Safran.

## Dénomination
Le terme Zodiac est utilisé couramment pour désigner un canot pneumatique, qui fut l'un des produits phares de Zodiac Marine and Pool, mais, pour ne pas risquer de perdre ses droits sur la marque Zodiac (article 714-6 du Code de la propriété intellectuelle) française, la société Zodiac Marine and Pool s'oppose formellement à cet usage en 2007.

## Histoire

### 1900: les débuts de Zodiac
Zodiac est directement issu de deux entreprises (l'Union Aéronautique de France et la Société Mallet, Mélandri et de Pitray en 1896) fondées par Maurice Mallet, Henry de la Vaulx (Comte de La Vaulx) et des associés.
L'entreprise qui deviendra plus tard Zodiac, la Société française de ballons dirigeables et d'aviation, fut créée le 5 mars 1908. La particularité de cette entreprise est qu'elle s'adresse alors aussi bien aux particuliers désireux d'acquérir un aérostat qu'aux entreprises voulant afficher de la publicité sur les ballons. On ne connaît pas l'origine de cette marque déposée le 2 février 1909.
Dirigeables Zodiac :
- Le Comte de La Vaulx est construit en 1906. Rebaptisé Zodiac II après modifications en 1908.
- le Zodiac I (à l'origine nommé Le-Petit-Journal), dirigeable démontable, est construit en 1908.
- suit une série de dirigeables souples, jusqu'au numéro XI en 1913. Une grande partie est exportée.
- Le Spiess, 1913, un des rares dirigeables rigides construits en France. Similaire de conception à un Zeppelin, à l'exception de la structure qui est en poutrelles de bois creuses au lieu d'aluminium.
- Jusqu'aux années 1930, ce sont 63 dirigeables qui sortiront des ateliers Zodiac.

La société se diversifia en construisant également des « plus lourds que l'air », des avions monoplans et biplans.
La même année, elle change une première fois de nom pour devenir la Société française de ballons dirigeables et d'aviation Zodiac et une nouvelle fois en 1911, Société Zodiac, anciens Établissements aéronautiques Maurice Mallet.
De 1912 à 1914, elle construit également des hydravions et des moteurs de type Pickers.
Le déclenchement de la Première Guerre mondiale l'oblige à interrompre la fabrication d'avions, ce qui provoque des problèmes financiers.
Ses premiers contacts avec le domaine maritime ont lieu dans les années 1920, avec la construction de vedettes pour la Marine nationale française. Les premières recherches sur les bateaux pneumatiques (que l'on appellera plus tard couramment des Zodiacs) débutent en 1934 avec les travaux de Pierre Debroutelle.
Bien que travaillant beaucoup avec l'armée, un des objectifs de l'entreprise est également d'avoir un pied dans le domaine civil. Elle participe donc plusieurs fois à des manifestations de ballons aérostatiques.

### Après-guerre: Zodiac s'ouvre à l'international
Le domaine des bateaux pneumatiques est alors principalement exploité par l'Armée, mais les traversées en 1952 à bord d'un Zodiac Mark III (surnommé L'Hérétique) du docteur Alain Bombard de Monaco à Tanger (avec un coéquipier anglais, Jack Palmer), puis de Las Palmas dans les Canaries à la Barbade permettent de prouver au public la solidité des bateaux pneumatiques. Ces traversées, avec un minimum de nourriture et d'eau douce, ont pour but de montrer la résistance de l'homme à un naufrage et les techniques à utiliser pour survivre le plus longtemps possible dans ces conditions.
L'activité maritime prenant de l'ampleur et la création de filiales à l'étranger (comme Zodiac Marine España en Espagne) poussent la société à changer une nouvelle fois de nom pour devenir en 1965 Zodiac.
Le domaine aéronautique n'est pas délaissé pour autant. En 1966, le Centre national d'études spatiales (CNES), dans le cadre du projet EOLE, commande la réalisation d'un ballon météorologique.
Au début des années 1970, la société connaît des problèmes financiers, qu'elle règle en se recentrant sur sa principale activité, les bateaux pneumatiques.
L'entreprise entre en Bourse le 7 février 1983, sur le CAC Mid 100 de la Bourse de Paris.
Le 17 avril 2007 est annoncée la poursuite de pourparlers en vue de céder les activités « marine » et militaires à une holding détenu à 72 % par le groupe Carlyle et à 28 % par Zodiac.
Le groupe Zodiac et le groupe Carlyle ont annoncé le 28 septembre 2007 avoir finalisé le rapprochement de Zodiac Marine avec Jandy Pool Products, pour créer Zodiac Marine and Pool. Cette nouvelle société est détenue à hauteur de 69 % par Carlyle Group, 27 % par Zodiac et 4 % par l'équipe de direction.

### 2012: Zodiac Marine & Pool se sépare de ses activités militaires
En décembre 2012, le groupe Zodiac Marine and Pool cède sa filiale Zodiac Milpro, ses activités marine militaires au fond Oaktree Capital. Ses activités marine de loisir Zodiac Marine sont cédées au fond de retournement Opengate Capital.
La branche canots pneumatiques de loisir devenue Zodiac Nautic, cédée en 2012 au fond Opengate Capital, a fait l'objet d'un dépôt de bilan par son nouvel actionnaire en avril 2015, avant d'être repris par trois industriels français.
En septembre 2017, le fonds d'investissement français Argos Soditic annonce l'acquisition de Zodiac Milpro.

## Activités
Les activités du groupe touchent aux domaines des radeaux de sauvetage et de survie et des équipements comme les coussins gonflables de sécurité et les systèmes de télémesures et de télétransmissions. 